# Palazzo della Pace (Phnom Penh)
Il Palazzo della Pace (in lingua khmer: វិមានសន្តិភាព) è la sede principale del primo ministro della Cambogia. Si trova lungo il Russian Federation Boulevard a Phnom Penh accanto al palazzo del consiglio dei ministri. L'edificio è stato ufficialmente inaugurato dal re Norodom Sihamoni e dal primo ministro Hun Sen il 19 ottobre 2010 ed il suo costo complessivo è stato di 50 milioni di dollari USA. Oltre ad essere l'ufficio del primo ministro, il Palazzo della Pace nel 2012 è stato la sede del 20º (aprile) e 21º (novembre) East Asia Summit. Dal 2016 è possibile visitare il palazzo con visite guidate.